# Gekkan Gigs
A Gekkan Gigs (月刊ギグス) vagy, ahogy gyakran rövidítik GiGS japán könnyűzenei magazin, melyet 1989-ben alapított a Shinko Music Entertainment. Az újság tartalmát hangszerismertetők, koncertjelentések, interjúk, kották és zenével kapcsolatos hírek teszik ki.